# Aglipay
Aglipay é um município de  terceira classe de renda municipal (d) na província Quirino, nas Filipinas. De acordo com o censo de 1 de maio  de  2020 possui uma população de 30 714 pessoas e 7 740 domicílios.